# There There
There There — пісня англійського рок-гурту Radiohead. Вона була випущена як головний сингл з їхнього шостого альбому Hail to the Thief 26 травня 2003 року. Вона досягла четвертого місця в UK Singles Chart, першого місця в Канаді та Португалії і 14 місця в американському чарті Billboard Modern Rock Tracks. Пісня також увійшла до компіляції Radiohead: The Best Of (2008).

## Запис
Radiohead виконали ранню версію «There There» у веб-трансляції під час сесій для альбому Kid A 2000 року, а потім записали її для альбому Hail to the Thief зі своїм давнім продюсером Найджелом Ґодрічем. 2002 року вони записали версію в Ocean Way у Лос-Анджелесі, але не були задоволені результатами. За словами гітариста Джонні Ґрінвуда: «Іноді це взагалі не працює, тому що у вас немає реальної гучності живого концерту … Це просто не працює, коли звучить з колонок у вашій передній кімнаті… Це звучало так, ніби ми намагалися зробити гідний запис „живого гурту, який грає разом“».
Вокаліст Том Йорк боявся, що пісня може бути втрачена, але Radiohead повернулися до Великої Британії і записали альтернативну версію у своїй студії в Оксфордширі. Йорк сказав, що він заплакав від полегшення, коли почув мікс Ґодріча, сказавши, що він мріяв про те, як він хотів, щоб пісня звучала саме так: «І ось одного дня ти заходиш до студії, а там вона. Але ти не стоїш там з молотком і не намагаєшся вибити її зі столу або гітари, це не обов'язково. Вона просто з'являється одного дня.» Демо було випущено як бі-сайд до синглу Radiohead 2003 року «2 + 2 = 5».

## Композиція
«There There» — рок-пісня з багатошаровою перкусією, яка розвивається до гучної кульмінації. У пісні чути вплив Can, Siouxsie and the Banshees та Pixies. Йорк казав, що вона "мала заспокоїти — «Все гаразд, тобі просто здається». Підзаголовок треку, який з‘являється у деяких ранніх виданнях альбому «The Boney King of Nowhere» («Кістлявий король нізвідки») посилається на пісню з анімаційного серіалу Bagpuss, який Йорк дивився разом з маленьким сином.

## Музичне відео
Йорк попросив Олівера Постгейта, творця-аніматора Bagpuss, створити кліп на «There There», але Постгейт відмовився, оскільки був на пенсії. Замість нього стоп-моушн-анімацію створив Кріс Хоупвелл. Йорк доручив йому зробити відео, схоже на народні казки братів Грімм і чеського аніматора Яна Шванкмаєра. Хоупвелл описав його як «східноєвропейську жанрову анімацію п'ятдесятих років, перевантажену і наївну». 20 травня 2003 року відео дебютувало на джамботроні на Таймс-сквер у Нью-Йорку; того ж дня його щогодини крутили на MTV2.
У відео Йорк потрапляє до лісу і гуляє містом, яке повністю складається з тварин. Він бачить, як відбуваються численні події, наприклад, весілля, і знаходить золотий піджак і пару золотих черевиків. Він взуває їх, розбудивши зграю ворон, які переслідують і нападають на нього. Взуття надає Йорку надзвичайної швидкості, але ефект зникає, коли ворони відлітають, а його ноги заплутуються в плющі. Він виривається, але черевики падають. Його ноги стають корінням дерева, а сам Йорк перетворюється на дерево. Ворони сідають на гілки.

## Відгуки
«There There» посів четверте місце в UK Singles Chart і перше місце в Канаді. Він також отримав помірний ефір на сучасних рок-станціях США, досягнувши чотирнадцятого місця в чарті Hot Modern Rock Tracks, і був номінований на премію Ґреммі за найкраще рок-виконання дуетом або групою з вокалом. Відеокліп отримав нагороду MTV Video Music Award за найкращу режисуру на церемонії MTV Video Awards 2003 року.

## Трек-лист
| #     | Назва                 | Тривалість |
| ----- | --------------------- | ---------- |
| 1.    | «There There»         | 5:24       |
| 2.    | «Paperbag Writer»     | 3:59       |
| 3.    | «Where Bluebirds Fly» | 4:32       |
| 13:55 |                       |            |

## Персоналії
Radiohead
- Том Йорк
- Джонні Ґрінвуд
- Колін Ґрінвуд
- Ед О'Браєн
- Філ Селвей

Додатково
- Найджел Ґодріч — продюсування
- Даррелл Торп — звукоінженер
- Стенлі Донвуд — дизайн